# Körösköz
Körösköz is een etnografische streek in Roemenië in het noorden van het district Arad.
De streek ligt op de Hongaarse laagvlakte aan de rivier de Crișul Alb (Witte Körös) rond de stad Chișineu-Criș (Hongaars: Kisjenő).
In het gebied zijn de etnische Hongaren van oudsher in de meerderheid, sinds de overdracht van het gebied aan Roemenië in 1920 neemt het aantal Hongaren steeds verder af.

## Bevolking
Volgens de volkstelling van 2011 was de bevolking van de streek in de nauwe begrenzing als volgt:
| Gemeente      | Totaal | Roemenen     | Hongaren    |
| ------------- | ------ | ------------ | ----------- |
| Chișineu-Criș | 7.987  | 5.893        | 1.529       |
| Mișca         | 3.733  | 1.408        | 1.339       |
| Olari         | 1.937  | 1.091        | 582         |
| Sintea Mare   | 3.742  | 1.900        | 1.257       |
| Zerind        | 1.320  | 119          | 1.177       |
| Totaal        | 18.719 | 10.411 (56%) | 5.844 (31%) |

100 jaar eerder waren de Hongaren nog in de meerderheid conform de volkstelling van 1910.
| Gemeente      | Totaal | Roemenen    | Hongaren     |
| ------------- | ------ | ----------- | ------------ |
| Chișineu-Criș | 7.527  | 3.845       | 3.513        |
| Mișca         | 7.239  | 2.224       | 4.699        |
| Olari         | 3.081  | 1.793       | 1,197        |
| Sintea Mare   | 7.118  | 2.004       | 3.684        |
| Zerind        | 4.646  | 97          | 4.530        |
| Totaal        | 29.611 | 9.963 (34%) | 17.623 (60%) |